# Monte Viso
O Monte Viso ou Monviso (em occitano:  Vísol; piemontês: Brich Monviso ou Viso) é a mais alta montanha dos Alpes Cócios. Situa-se na Itália (Vale de Aosta), muito perto da fronteira França-Itália. Tem forma de pirâmide, e porque tem grande proeminência topográfica (é a décima mais proeminente dos Alpes) pode ser vista de grande distância, do planalto do Piemonte e das Langhe.

## Classificação SOIUSA
De acordo com a classificação alpina SOIUSA (International Standardized Mountain Subdivision of the Alps) esta montanha é classificada como:
- grande parte = Alpes Ocidentais
- grande setor = Alpes do Sudoeste
- secção = Alpes Cócios
- subsecção = Alpes Cócios do Sul
- supergrupo = Aiguillette-Monviso-Granero
- grupo = grupo do Monviso isa
- subgrupo = nó do Monviso
- código = I/A-4.I-C.8.a